# Corticaria tunisiensis
Corticaria tunisiensis is een keversoort uit de familie schimmelkevers (Latridiidae). De wetenschappelijke naam van de soort werd in 1884 gepubliceerd door Charles Nicolas François Brisout de Barneville.